# Wounds
Wounds ist ein US-amerikanisch-britischer Horrorfilm von Regisseur Babak Anvari, der auf dem Roman The Visible Filth von Nathan Ballingrud basiert. Der Film wurde in den Vereinigten Staaten am 18. Oktober 2019 in das Programm von Hulu aufgenommen und international am selben Tag auf Netflix veröffentlicht. In den Hauptrollen sind Armie Hammer, Dakota Johnson und Zazie Beetz zu sehen.

## Handlung
Will arbeitet als Barkeeper im Rosie’s und wird eines Abends Zeuge, wie sein Stammkunde Eric in eine Prügelei verwickelt und dabei mit einer zerbrochenen Glasflasche im Gesicht verwundet wird. Im daraus resultierenden Chaos vergisst einer der anwesenden Teenager sein Handy in der Bar, das Will findet und mit zu sich nach Hause nimmt. Schon bald erhält er Nachrichten auf dem Gerät, in denen ihn ein gewisser Garrett um Hilfe anfleht. Später findet Will verstörende Bilder auf dem Handy, auf denen abgetrennte Köpfe zu sehen sind. Wills Freundin Carrie kann ihn davon überzeugen, mit den Fotos zum befreundeten Polizisten Duane zu gehen, doch auf dem Weg zur Wache nehmen die Teenager Will das Handy wieder ab.
Von dem Gesehenen verstört betrinkt sich Will und versucht unter Drogeneinfluss, mit seiner Bekannten Alicia zu schlafen, die ihn jedoch abweist. In der Folge hat der Barkeeper den Eindruck, dass ihm Küchenschaben überallhin folgen würden und er ständig beobachtet werde. Außerdem findet er seltsame Ausschläge auf seiner Haut und hat immer wieder Visionen.
Carrie hat unterdessen zu den Bildern recherchiert und ist so im Internet auf ein Ritual gestoßen, bei dem durch Wunden Portale zu anderen Dimensionen geöffnet werden sollen. Immer wieder sieht sie sich ein Foto von einem Tunnel an und verfällt dadurch in apathische Zustände. Will hält das Zusammenleben mit ihr nicht mehr für lohnend und trennt sich von Carrie. Ebenso legt er sich mit Alicias Freund Jeffrey an und kündigt seinen Job in der Bar.
Als Will den noch immer verwundeten Eric aufsucht, verspricht dieser ihm ein Geschenk von den Teenagern aus der Bar. Durch eine Nachricht erkennt Will, dass er die Wunde von Eric öffnen muss, um sein Geschenk zu erhalten. Während Eric um sein Leben fleht und tausende Küchenschaben in der Wohnung erscheinen, entdeckt Will in Erics Wunde den Tunnel, von dem Carrie zuvor schon besessen war.

## Produktion
Der Horror-Thriller Wounds basiert auf dem Roman The Visible Filth des US-amerikanischen Schriftstellers Nathan Ballingrud. Der Autor selbst bemühte sich um eine Adaption seines Werkes und fand mit Babak Anvari einen passenden Regisseur, der Ballingrud als Berater in den Entstehungsprozess mit einband. Für Anvari handelte es sich bei Wounds um seinen zweiten Spielfilm nach Under the Shadow aus dem Jahr 2016. Der Filmemacher wollte in der Filmadaption die große Enthüllung der Interpretation des Zuschauers überlassen und schrieb daher ein offenes Ende. Als Inspiration dienten ihm Beziehungsdramen wie Reality Bites oder Garden State, die sich in einen Albtraum im Stile von Hellraiser – Das Tor zur Hölle verwandeln sollten.
Als Produzenten fungierten neben Anvari und Annapurna Pictures auch Christopher Kopp von AZA Films und Lucan Toh von Two & Two Pictures. Im Februar 2018 wurde die männliche Hauptrolle des Will mit Armie Hammer besetzt. Im Folgemonat schlossen sich Dakota Johnson und Zazie Beetz der Besetzung an; im April 2018 Brad William Henke, Karl Glusman und Jim Klock.
Die Dreharbeiten mit Kameramann Kit Fraser erfolgten vom 4. Mai bis zum 18. April 2018 in New Orleans. Für die Filmaufnahmen kamen echte Kakerlaken samt Tiertrainer zum Einsatz. Regisseur Anvari entschied sich bewusst gegen den Einsatz von Filmmusik, um mit Genrekonventionen und den Erwartungen des Publikums zu brechen.
Ein Trailer zum Film wurde am 24. September 2019 veröffentlicht. Wounds feierte am 26. Januar 2019 auf dem Sundance Film Festival seine Weltpremiere und wurde im Mai des Jahres auch auf den Internationalen Filmfestspielen von Cannes aufgeführt. Der US-amerikanische Kinostart sollte ursprünglich am 29. März 2019 erfolgen, wurde später allerdings verworfen. Stattdessen wurde Wounds in den Vereinigten Staaten am 18. Oktober 2019 auf Hulu veröffentlicht, während sich Netflix die internationalen Vertriebsrechte sicherte und den Film am selben Tag in sein Programm aufnahm.

## Synchronisation
Die deutschsprachige Synchronisation entstand nach einem Dialogbuch von Andreas Pollak und unter der Dialogregie von Zoë Beck bei VSI Synchron.
| Rolle           | Darsteller           | Synchronsprecher |
| --------------- | -------------------- | ---------------- |
| Will            | Armie Hammer         | Sascha Rotermund |
| Carrie Lynch    | Dakota Johnson       | Rubina Nath      |
| Alicia          | Zazie Beetz          | Zazie Beetz      |
| Jeffrey         | Karl Glusman         | Bastian Sierich  |
| Eric            | Brad William Henke   | Peter Sura       |
| Duane Rhodes    | Terence Rosemore     | Sven Brieger     |
| Patrick Strauss | Jim Klock            | Peter Lontzek    |
| Rosie           | Kerry Cahill         | Daniela Thura    |
| Douglas         | Martin Bats Bradford | Tino Mewes       |
| Jason           | Ben Sanders          | Julian Rehrl     |
| Garrett         | Alexander Biglane    | Mario Klischies  |
| Marvin          | Luke Hawx            | Andreas Conrad   |

## Rezeption

### Altersfreigabe
In den Vereinigten Staaten erhielt Wounds von der MPA aufgrund verstörender gewalttätiger Inhalte, der Sprache, Drogen- sowie Alkoholkonsums und Nacktheit ein R-Rating. In Deutschland sprach Netflix eine Altersempfehlung ab 16 Jahren für den Film aus.

### Kritiken
Wounds konnte 47 % der 59 bei Rotten Tomatoes gelisteten Kritiker überzeugen und erhielt dabei eine durchschnittliche Bewertung von 5,1 von 10 Punkten. Als zusammenfassendes Fazit zieht die Seite, zwar habe der Film eine bemühte und talentierte Besetzung sowie einen gruseligen Charme, doch beides werde von einer eher lahmen Geschichte zunichtegemacht. Auf Metacritic erhielt Wounds basierend auf 12 Kritiken einen Metascore von 51 von 100 möglichen Punkten.
Amy Nicholson von Variety steht Wounds wohlgesonnen gegenüber und beschreibt den Film als gruseligen, wenn auch absichtlich albernen Body-Horror, der im Gegensatz zu anderen Genrevertretern Respekt vor dem Leben hätte. Die Romanverfilmung sei daher kein gewöhnlicher Horrorfilm, sondern lebe vom atmosphärischen Figurendrama, zwischen dem Regisseur Babak Anvari das Publikum immer wieder mit verrückten Einfällen erschrecke. Der Filmemacher spiele dabei die Stärken von Hauptdarsteller Armie Hammer gekonnt aus und inszeniere ihn als leibhaftigen Märchenprinzen, der in anderen Filmen eher eine kleine Nebenrolle am Rande des Drehbuchs gewesen wäre.
Helen T. Verongos von der New York Times bedauert es, dass Regisseur Babak Anvari nicht auf die reichhaltige Geschichte des Okkulten in New Orleans setzte, um Wounds Textur zu verleihen. Abgesehen vom fehlenden Lokalkolorit erfülle der Film jedoch sein Versprechen, zu verunsichern und Gänsehaut zu erzeugen. Hauptdarsteller Armie Hammer bewegen sich dabei geschickt auf der Grenze zwischen Realität und Halluzination.
Ein durchwachsenes Fazit zieht David Rooney vom Hollywood Reporter, für den Wounds nicht an Babak Anvaris Vorgängerwerk Under the Shadow herankomme. Die solide Erzählung sei zwar dicht strukturiert und mehrdeutig, enttäusche jedoch mit seiner einfachen Prämisse. Anvari lüfte dabei im Unterschied zur Romanvorlage die mysteriösen Geheimnisse nicht, wodurch der Film für Kenner der Geschichte besser funktioniere. Dem Regisseur gelinge es zwar, durch Body-Horror-Elemente und der nachvollziehbaren Handy-Angst eine erschreckende Atmosphäre zu erzeugen, doch die Figuren blieben allesamt eher blass. So trage Hauptdarsteller Armie Hammer den Film und sei charmant, aber auch oberflächlich. Auch keine der weiblichen Figuren würde genug Substanz bekommen: Zazie Beetz gebe zwar eine lebendige und emotionale Performance ab, doch Dakota Johnsons Auftritt sei leer und flach.
Enttäuscht zeigt sich Peter Bradshaw vom Guardian, für den Wounds ein „schrecklicher Rohrkrepierer“ und im Ergebnis erschreckend erfolglos und falsch sei. Der Film habe kaum gute Momente, sei nicht subtil, setzte auf lästige Jump-Scares und sei insgesamt weder so stark noch einzigartig wie Anvaris Debütwerk Under the Shadow. Zwar sei die Besetzung hochkarätig, doch die schauspielerische Leistung von Hauptdarsteller Armie Hammer wäre schlecht. Auch der zu Beginn noch präsente schrullige, abgedrehte Humor verfliege mit der Laufzeit.
Auch Carsten Baumgardt von Filmstarts kritisiert die „[ausgelutschte] Story“, dessen Motive in anderen Genrefilmen deutlich besser umgesetzt worden seien. Wounds sei zwar visuell ansprechend, doch dem Okkult-Horror fehle es an Subtilität, Substanz und Innovation, um durchgehend zu fesseln. Durch große Logikschwächen werde der Film schließlich zu einem dummen ’80er-Jahre-Horrorstreifen, in dem die Auflösung zwar einigermaßen überraschend, aber uninteressant sei. Hauptdarsteller Armie Hammer hätte dabei zwar ein naturgegebenes Charisma, doch seine Figur sei unsympathisch sowie unausstehlich und biete keinen Raum für Identifikation. So resümiert Baumgardt, dass Wounds nach einem vielversprechenden Auftakt eine herbe Enttäuschung sei.